# Tora Berger
Tora Berger (Ringerike, 18 maart 1981) is een Noors biatlete met verschillende olympische titels en acht wereldtitels.

## Carrière
Ze werd opgenomen in het Noorse team in 1999 en maakte haar debuut in de wereldbeker in 2003. Tora Berger groeide op in de bergen van Lesja, in de provincie Oppland, en woont in Meråker in de provincie Trøndelag. Ze is de zus van biatleet en langlaufer Lars Berger.
Ze werd in 2010 olympisch kampioen op de 15km individueel en in 2014 werd ze met haar team olympisch kampioen gemengde estafette. Tijdens deze spelen won ze ook een zilveren en een bronzen medaille op de 10 km achtervolging en de 4x6 km estafette. Ze behaalde tevens ook nog acht wereldtitels. Ook behaalde ze tijdens haar carrière 27 individuele overwinningen tijdens de Wereldbeker biatlon en de Wereldkampioenschappen biatlon. Met het winnen van elf wedstrijden tijdens het seizoen 2012/2013 zorgde ze ervoor dat ze op alle individuele onderdelen de kristallen bokaal in ontvangst nam. Ze stond tijdens dat seizoen maar 7 keer niet op het podium en evenaarde zo een record van Magdalena Forsberg met 19 keer op het podium in een seizoen. Mede dankzij haar aanwezig in de estafetteploegen en het landenteam, pakte Noorwegen ook de wereldbeker op de onderdelen estafette, gemengde estafette en het landenklassement. Hierdoor haalde ze op zowel de individuele als de teamonderdelen de wereldbeker.
Tijdens de laatste wereldkampioenschappen biatlon in 2013 stond ze op alle onderdelen op het podium en pakte ze vier keer goud en twee keer zilver.
Na de Olympische Winterspelen 2014 in Sotsji besloot Tora Berger om na het lopende seizoen 2013/2014 de biatlonsport vaarwel te zeggen. Haar succesvolle carrière kwam hiermee aan een eind.

## Belangrijke resultaten

### Olympische Spelen
| Jaar | Plaats    | Resultaten |
| ---- | --------- | --- |
| 2006 | Turijn    | 13e 15 km individueel 23e 7,5 km sprint 18e 10 km achtervolging 25e 12,5 km massastart 5e 4x6 km estafette                       |
| 2010 | Vancouver | 33e 7,5 km sprint · 5e 10 km achtervolging · 15 km individueel · 18e 12,5 km massastart · 4e 4x6 km estafette                    |
| 2014 | Sotsji    | 10e 7,5 km sprint · 10 km achtervolging · 16e 15 km individueel · 14e 12,5 km massastart · 4x6 km estafette · gemengde estafette |

### Wereldkampioenschappen
| Jaar | Plaats          | Resultaten |
| ---- | --------------- | --- |
| 2005 | Hochfilzen      | 11e 7,5 km sprint 19e 10 km achtervolging 21e 15 km individueel 13e 12,5 km massastart 5e 4x6 km estafette 10e gemengde estafette*     |
| 2006 | Pokljuka        | gemengde estafette ! |
| 2007 | Antholz         | 10e 7,5 km sprint · 19e 10 km achtervolging · 4e 15 km individueel · 25e 12,5 km massastart · 4x6 km estafette · gemengde estafette    |
| 2008 | Östersund       | 4e 7,5 km sprint · 4e 10 km achtervolging · 4e 15 km individueel · 12,5 km massastart · 6e 4x6 km estafette                            |
| 2009 | Pyeongchang     | 19e 7,5 km sprint · 9e 10 km achtervolging · 15 km individueel · 15e 12,5 km massastart · 11e 4x6 km estafette · 4e gemengde estafette |
| 2010 | Khanty-Mansiysk | gemengde estafette ! |
| 2011 | Khanty-Mansiysk | 7e 7,5 km sprint · 5e 10 km achtervolging · 10e 15 km individueel · 12,5 km massastart · 5e 4x6 km estafette · gemengde estafette      |
| 2012 | Ruhpolding      | 6e 7,5 km sprint · 4e 10 km achtervolging · 15 km individueel · 12,5 km massastart · 4x6 km estafette · gemengde estafette             |
| 2013 | Nové Město      | 7,5 km sprint · 10 km achtervolging · 15 km individueel · 12,5 km massastart · 4x6 km estafette · gemengde estafette                   |

* De gemengde estafette werd tijdens eigen WK gehouden later in het seizoen.
! Deze wereldkampioenschappen waren alleen voor gemengde estafette tijdens een Olympisch jaar.